# Slow Dancing in a Burning Room
Slow dancing in a burning room è un brano del 2006 scritto da John Mayer. La canzone fa parte dell'album Continuum (John Mayer)
Il brano è uno dei più famosi e più acclamati del chitarrista statunitense. La Chitarra elettrica detiene un ruolo fondamentale all'interno della canzone, sia per via dell'intro, sia per i due assoli che vengono allungati nelle esibizioni live. 

## Significato
Mayer ha dichiarato che la canzone tratta della sensazione che si prova quando una relazione amorosa tra due persone sta per concludersi, caratterizzata da un immenso senso di vuoto e di tristezza.

## cover
Sul web esistono numerose cover della canzone, tra cui una della cantante Rosé (cantante), che lo stesso Mayer ha definito "Stupenda".

## versioni
Oltre le numerosissime versioni live, tra cui quella di Where the Light Is: John Mayer Live in Los Angeles, esistono numerose versioni acustiche, come quella contenuta in The Village Sessions.